# Mountain Pass Mine
Рідкісноземельна копальня Mountain Pass, що належить MP Materials, — це кар'єр з видобування руд рідкісноземельних мінералів на південному схилі гірського хребта Кларк у Каліфорнії, 85 км на південний захід від Лас-Вегаса, штат Невада. До складу виробничого комплексу також входить збагачувальна фабрика. У 2020 році копальня забезпечила 15,8 % світового видобутку рідкісноземельних елементів. Це єдиний об'єкт з видобування та переробки рідкісноземельних елементів у Сполучених Штатах, в експлуатацію у якого перебуває найбільше окреме відоме родовище таких мінералів.
Станом на 2022 рік тривала робота з відновлення потужностей переробки легких рідкісноземельних елементів (LREE). Також Міністерство оборони США фінансувало роботу з відновлення потужностей переробки важких рідкісноземельних металів (HREE) для зменшення ризиків у ланцюжку поставок. Повідомлялося, що копальня відновила роботу у 2025 році.

## Геологія
Родовище «Маунтін Пас» залягає в докембрійському карбонатиті віком 1,4 мільярда років, який є інтрузією в гнейси. Він містить від 8 % до 12 % оксидів рідкоземельних елементів, здебільшого в бастнезитах. До мінералів пустої породи належать кальцит, барит і доломіт. Його вважають родовищем рідкісноземельних мінералів світового класу. Метали, які можна витягти з цього родовища, включають церій, лантан, неодим та європій.
Станом на 1 липня 2020 року підтверджені та ймовірні запаси, з використанням бортового вмісту 3,83 % загального оксиду рідкісноземельних елементів (РЗЕ), становили 18,9 мільйона тонн руди, що містить 1,36 мільйона тонн РЗЕ із середнім вмістом 7,06 % РЗЕ. Рудне тіло становить близько 60 м завтовшки та 700 м завдовжки.

## Переробка руди
Для переробки бастнезитової руди її тонко подрібнюють і піддають пінній флотації, щоб відокремити основну масу бастнезиту від супутніх бариту, кальциту та доломіту. До товарних продуктів належать кожен з основних проміжних продуктів процесу збагачення руди: флотаційний концентрат; флотаційний концентрат, промитий кислотою; кальцинований бастнезит, промитий кислотою; і, нарешті, церієвий концентрат, який є нерозчинним залишком після вилуговування кальцинованого бастнезиту соляною кислотою.
Лантаноїди, що розчиняються в результаті кислотної обробки, піддаються екстракції розчинником для захоплення європію та очищення інших окремих компонентів руди. Подальший продукт включає суміш лантаноїдів, збіднену на більшу частину церію та практично на весь самарій та важчі лантаноїди. Прожарювання бастнезиту видаляє вуглекислий газ, залишаючи оксид-фторид, в якому церій окислюється до менш основного чотиривалентного стану. Однак висока температура прожарювання дає менш реакційноздатний оксид, а використання хлоридної кислоти, яка може спричинити відновлення чотиривалентного церію, призводить до неповного розділення церію та тривалентних лантаноїдів.

## Історія

Копальня Mountain Pass домінувала у світовому видобутку РЗЕ з 1960-х по 1980-ті роки (USGS).

Видобування золота на цьому місці розпочався у 1936 році, але родовища рідкісноземельних мінералів були виявлені лише у 1949 році, коли старателі, які шукали уран, помітили аномально високу радіоактивність. Molybdenum Corporation of America придбала більшу частину гірничих відводів і розпочала дрібномасштабні розробки у 1952 році.

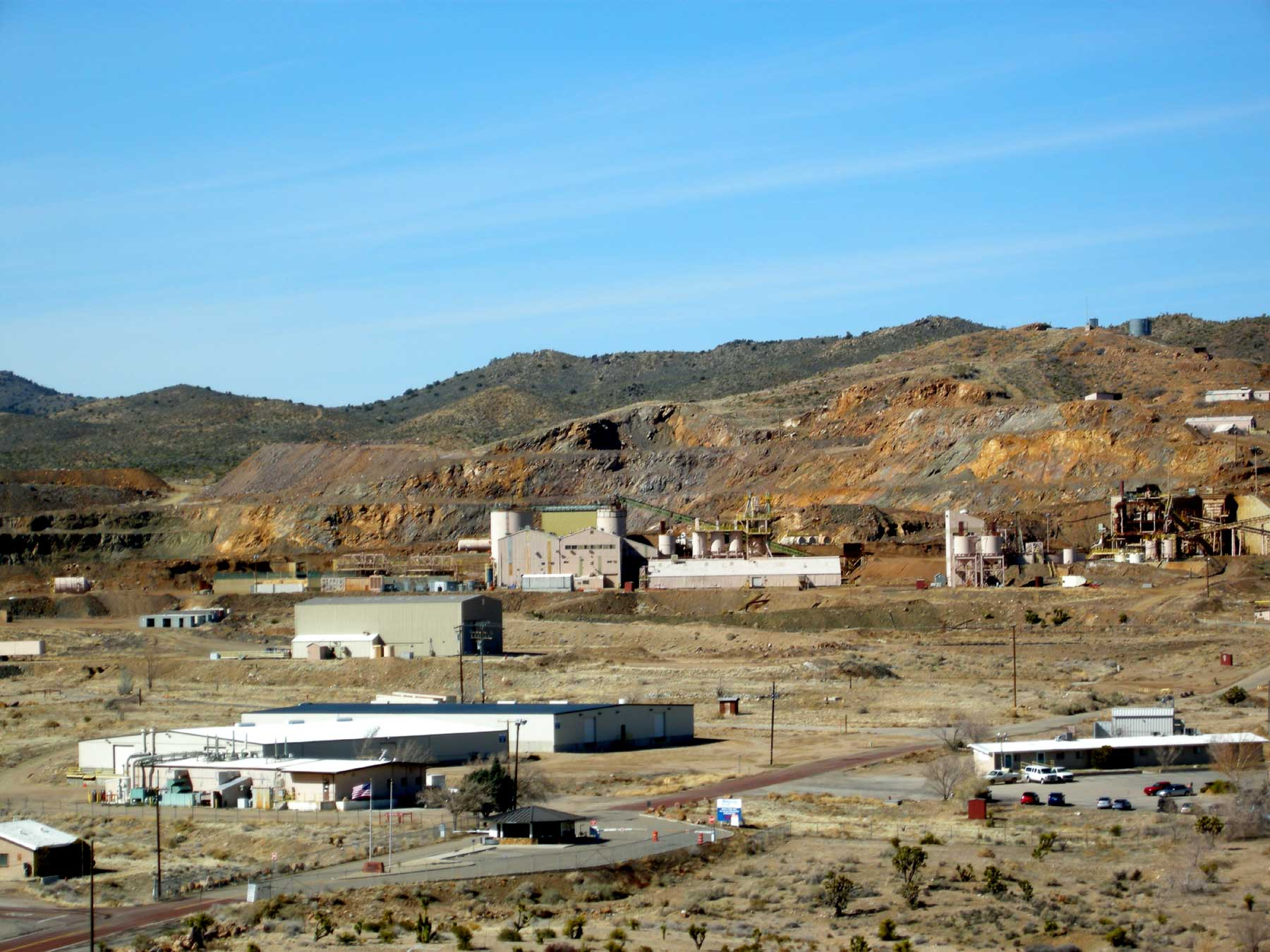
Копальня Mountain Pass, переробний комплекс, магазин та офіси у 2010 році

Виробництво значно розширили в 1960-х роках, щоб задовольнити попит на європій, який використовується в екранах кольорових телевізорів. Між 1965 і 1995 роками копальня забезпечувала більшу частину світового споживання рідкісноземельних металів.
Molybdenum Corporation of America змінила свою назву на Molycorp у 1974 році. Корпорацію придбала Union Oil у 1977 році, яка, своєю чергою, стала частиною Chevron Corporation у 2005 році.
У 1998 році збагачувальна фабрика копальні припинила виробництво очищених рідкісноземельних сполук, але продовжувала виробляти концентрат бастнезиту.
Копальню було закрито у 2002 році після витоку токсичних відходів. Виробництво не відновлювали через конкуренцію з боку китайських постачальників, хоча переробка раніше видобутої руди продовжувалася.
У 2008 році Chevron продала шахту приватній компанії Molycorp Minerals LLC, створеній для відродження копальні Mountain Pass. Компанія Molycorp оголосила про плани витратити 500 мільйонів доларів на повторне відкриття та розширення шахти, а 29 липня 2010 року вона залучила близько 400 мільйонів доларів шляхом первинного публічного розміщення акцій, продавши 28 125 000 акцій по 14 доларів під тікером MCP на Нью-Йоркській фондовій біржі.
У грудні 2010 року компанія Molycorp оголосила, що отримала всі необхідні екологічні дозволи для будівництва нового заводу з переробки руди; будівництво планували розпочати в січні 2011 року з очікуваним завершенням до кінця 2012 року. 27 серпня 2012 року компанія оголосила про відновлення видобування корисних копалин.
Станом на 25 червня 2015 року переробний завод працював на повну потужність, коли Molycorp подала заяву про банкрутство за главою 11 з непогашеними облігаціями на суму 1,4 мільярда доларів США. Акції компанії були вилучені з Нью-Йоркської фондової біржі.
У серпні 2015 року повідомлялося, що копальню мають закрити.
31 серпня 2016 року Molycorp Inc. вийшла з процедури банкрутства під назвою Neo Performance Materials, залишивши копальню під назвою Molycorp Minerals LLC у окремому порядку банкрутства за розділом 11. Станом на січень 2016 року її акції торгувалися поза біржею під символом MCPIQ.
Копальню Mountain Pass було придбано після банкрутства у липні 2017 року з метою відродження американської промисловості рідкісноземельних мінералів. Компанія MP Materials відновила гірничодобувну та переробну діяльність у січні 2018 року.

### Поточний власник
51,8 % акцій MP Materials належить американським хедж-фондам JHL Capital Group (та їх генеральному директору Джеймсу Літинському) та QVT Financial LP, тоді як Shenghe Resources, частково державне підприємство уряду КНР, володіє 8,0 % акцій. Окрім установ, громадськість володіє 18 %.

### Вплив на довкілля

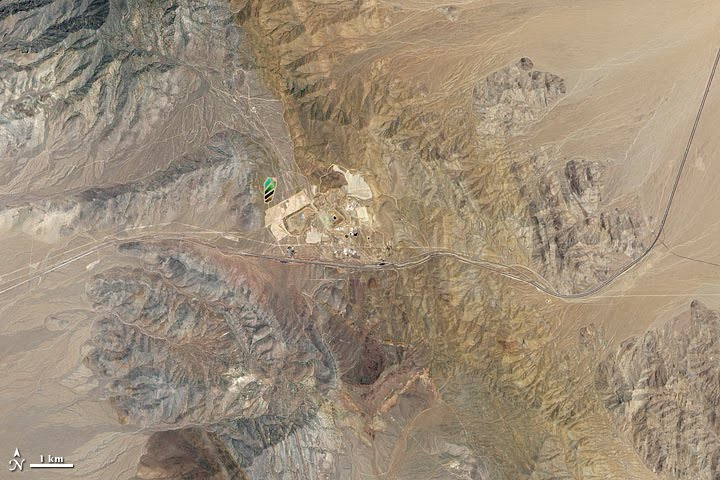
Супутникове зображення копальні та околиць (2011)

У 1980-х роках компанія почала подавати стічні води трубопроводами на відстань до 20 км до випарних ставків на сухому озері Іванпа та поблизу нього, на схід від міжштатної автомагістралі 15 поблизу Невади. Цей трубопровід неодноразово розривався під час операцій з очищення для видалення мінеральних відкладень. Ці відкладення є радіоактивними через наявність торію та радію, які природним чином містяться в рідкісноземельній руді. Пізніше федеральне розслідування виявило, що між 1984 і 1998 роками, коли трубопровід та хімічна обробка на копальні були зупинені, сталося близько 60 розливів, деякі з яких не були зареєстровані. За даними федеральної влади, загалом на пустельну ділянку витекло близько 600 000 галонів радіоактивних та інших небезпечних відходів. До кінця 1990-х років компанії Unocal було вручено наказ про очищення та позов окружного прокурора округу Сан-Бернардіно. Компанія сплатила понад 1,4 мільйона доларів штрафів та компенсацій. Після підготовки плану очищення та проведення масштабного екологічного дослідження, Unocal у 2004 році отримала дозвіл округу, який дозволив копальні працювати ще 30 років. Копальня пройшла ключову перевірку округу у 2007 році.

### Поточна активність

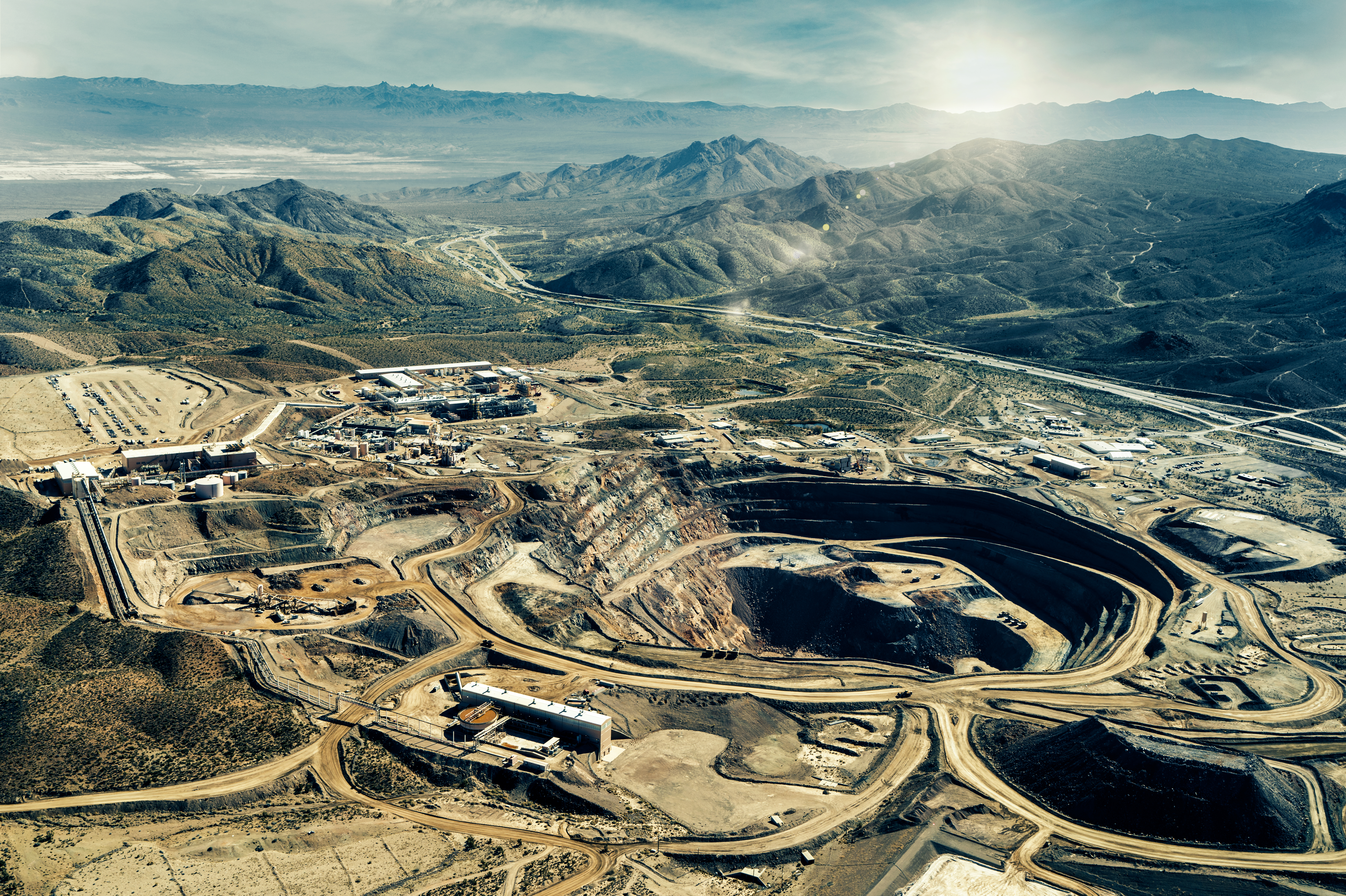
Копальня Mountain Pass у 2022 році

З 2007 року КНР обмежує експорт РЗЕ (рідкісноземельних елементів) та запроваджує експортні тарифи як для збереження ресурсів, так і для надання переваги китайським виробникам. У 2009 році КНР постачала понад 96 % світових обсягів споживання РЗЕ. Дехто за межами КНР стурбований тим, що, оскільки рідкісноземельні елементи є важливими для деяких високотехнологічних, відновлюваних та оборонних технологій, світ не повинен так сильно залежати від однієї країни-постачальника.
22 вересня 2010 року КНР непомітно запровадила заборону на експорт рідкісноземельних металів до Японії, що, ймовірно, було помстою за арешт японцями капітана китайського траулера в територіальній суперечці. Оскільки Японія та Китай є єдиними наразі джерелами рідкісноземельних магнітних матеріалів, що використовуються в США, постійне переривання поставок рідкісноземельних матеріалів з Китаю до Японії залишить Китай єдиним джерелом. Джефф Грін, лобіст рідкісноземельних металів, сказав: «Ми будемо на 100 відсотків залежати від китайців у виробництві компонентів для ланцюга поставок оборонної продукції». Комітет Палати представників з питань науки і технологій запланував на 23 вересня 2010 року розгляд детального законопроекту про субсидіювання відродження американської промисловості рідкісноземельних металів, включаючи відновлення роботи копальні Mountain Pass.
Після того, як КНР подвоїла імпортні мита на концентрати рідкісноземельних елементів до 25 % в результаті торговельної війни між США та Китаєм, компанія MP Materials заявила, що у травні 2019 року вона розпочне власну часткову переробку в Сполучених Штатах, хоча повні операції з переробки без Shenghe Resources були відкладені. За даними Bloomberg, КНР у 2019 році розробила план обмеження доступу США до китайських важких рідкісноземельних елементів, якщо цей каральний захід буде визнано необхідним. У 2022 році компанія оголосила, що отримала гранти Міністерства оборони на підтримку як легких рідкісноземельних елементів (LREE), так і важких рідкісноземельних елементів (HREE). Завод планує розпочати відділення оксиду NdPr на початку 2023 року.